# Houtaud
Houtaud é uma comuna francesa na região administrativa de Borgonha-Franco-Condado, no departamento de Doubs. Estende-se por uma área de 7,89 km². Em 2010 a comuna tinha 1 129 habitantes (densidade: 143,1 hab./km²).